# نيك سميث (لاعب هوكي الجليد)
نيك سميث هو لاعب هوكي الجليد كندي، ولد في 23 مارس 1979 في هاميلتون في كندا.

## وصلات خارجية
- نيك سميث على موقع دوري الهوكي الوطني (الإنجليزية)
- نيك سميث على موقع EliteProspects.com (الإنجليزية)
- نيك سميث على موقع HockeyDB.com (الإنجليزية)
- نيك سميث على موقع Hockey-Reference.com (الإنجليزية)